# Serafino de' Ciminelli
Serafino de' Ciminelli, o Cimminelli, (L'Aquila, 1466 – Roma, 10 agosto 1500) è stato un poeta e musicista italiano, conosciuto anche con lo pseudonimo di Serafino Aquilano o dell'Aquila.

## Biografia
Nato all'Aquila nel 1466 dai nobili Francesco de' Ciminelli e Lippa de' Legistis, il giovane Serafino si recò a Napoli nel 1478 insieme a uno zio materno e fu assunto come paggio presso Antonio de Guevara, II conte di Potenza, iniziando lo studio della musica sotto la guida di Guillaume Garnier e, successivamente, Josquin Desprez.
Ritornò all'Aquila nel 1481, dove forse studiò il Petrarca, e vi rimase fino al 1484, quando si trasferì a Roma presso il cardinale Ascanio Sforza. Nel 1490 seguì questi a Milano, dove in breve tempo si fece apprezzare per le sue doti di poeta.
L'anno seguente ritornò a Roma dove iniziò a frequentare il gruppo letterario che si raccoglieva intorno al segretario apostolico Paolo Cortesi e strinse particolare amicizia con Vincenzo Colli, detto il Calmeta, che in seguito sarà il suo biografo.
Nel 1493 il principe Ferrandino d'Aragona, che era governatore dell'Abruzzo, volle avere Serafino a corte. Qui egli passò tre anni, durante i quali raggiunse un certo successo, ed ebbe modo di conoscere e frequentare Giovanni Pontano e Jacopo Sannazaro. Nel 1494, nel contesto della discesa di Carlo VIII in Italia, Ferrandino condusse il poeta con sé in Romagna. Qui, volendo accondiscendere alle preghiere della duchessa di Urbino, Elisabetta Gonzaga, permise a Serafino di ritirarsi presso la di lei corte. Quando il regno di Napoli fu invaso dai francesi e Ferrandino si trovò impegnato in una difficile opera di riconquista, Serafino, amareggiato, decise di non essere più "astretto ad alcuna servitù", ma libero di andare girovagando per l'Italia a suo beneplacito. Partito da Urbino, giunse a Mantova presso i marchesi Francesco II Gonzaga e Isabella d'Este, con quest'ultima che volentieri favoriva artisti e intellettuali.
Nel 1495, in occasione della cerimonia d'investitura ducale di Ludovico il Moro, Francesco Gonzaga si recò a Milano per omaggiare il nuovo duca e condusse con sé Serafino. Quest'ultimo decise allora di porre stabile dimora a Milano ed entrò a far parte del circolo di poeti in volgare radunato dalla duchessa Beatrice d'Este. Qui il suo biografo, Vincenzo Calmeta, lo dice molto ben voluto a corte e continuamente omaggiato con regali dai duchi, sebbene non fosse sottoposto ad alcuna servitù né a stipendio fisso:
(Vincenzo Calmeta, Vita di Serafino Aquilano)
Nello stesso anno, il Ciminelli seguì i duchi nell'impresa di Novara e lì ebbe occasione di conoscere re Carlo VIII in persona, che molto dilettò con i suoi strambotti, ottenendone in cambio regali. La situazione di stabilità durò però poco e in seguito alla morte della duchessa, avvenuta al principio del 1497, si pose sotto la protezione del genovese Ibietto Fieschi. In seguito alla caduta di Ludovico il Moro nel 1499, divenne cortigiano di Cesare Borgia.
Morì a Roma nel 1500. Nel 1504 il bolognese Giovanni Filoteo Achillini pubblicò le Collettanee Grece Latine e Vulgari per diversi Auctori Moderni nella Morte de l'ardente Seraphino Aquilano, una raccolta di poesie di compianto, scritte da diversi autori, per la morte di Serafino.

## Opere
L'opera poetica del Ciminelli, copiosa e versatile, è composta da epistole amorose in rima, da tre egloghe a carattere pastorale, da due atti scritti per essere rappresentati (l'Oroscopo e l'Orologio), da una Rappresentazione allegorica della voluttà e da Virtù e fama che venne recitata tra il 1495 e il 1597 presso la corte di Mantova, oltre a numerose rime di vario tipo, come strambotti, sonetti e capitoli ternari. Dei sonetti, quattro furono scritti in morte di Beatrice d'Este e due in morte di Ferrandino d'Aragona.
Di seguito un elenco parziale delle opere e di edizioni critiche delle stesse:
- Rime, a cura di M. Menghini, Romagnoli-Dall'Acqua, Bologna, 1894
- Die Strambotti des S. A., a cura di B. Bauer-Formiconi, Fink, Monaco, 1967
- Le rime di Serafino Aquilano in musica, Firenze, Olschki, 1999
- Strambotti, a cura di Antonio Rossi, Guanda, Parma, 2002